# 丸山千代
丸山 千代（まるやま ちよ、1887年5月28日 - 1967年4月11日）は、日本の聾唖教育者、社会事業家、ソーシャルワークの実践者。丸山ちよと表記されることがある。

## 経歴
山形県米沢市で、丸山孝一郎の四女として生まれる。姉と妹が聾唖者であったことから聾唖教育を志し、山形県立米沢女学校（現在の山形県立米沢東高等学校）を経て日本女子大学校に進学した。同校卒業後は、教職に就くも病気のため郷里に戻った。その後、父親の死を契機に上京する。日本女子大学校の同窓会組織である桜楓会が運営を模索していた託児所経営に、1913年から主任保母として参加し、貧しい婦人の労働機会を確保するとともにその子弟が教育を受ける機会を広げた。後に桜楓会から託児所施設を引き継いでからは、私財を投じて託児から聾唖者教育までを守備範囲に収める西窓学園や、社会人のための巣鴨労働夜学校、聾唖婦人の家として活動を発展させたが、太平洋戦争による戦災で施設等を失い、戦後に復興を目指すものの病のため断念に至った。1967年、杉並区の老人ホーム浴風園にて死去した。

## 顕彰
- 1964年、勲五等宝冠章を受章。
- 没後、1969年、丸山を称える石碑が豊島区南大塚1丁目の公園に設けられた。碑文は「この街で　おおくの子らの母であった　丸山ちよ先生」、揮毫は、灘尾弘吉。実際の西窓学園は、公園の約100m南に存在した[3]。

## 関連書籍
- 「天使はひそやかに 丸山ちよの愛と献身の日々」 著:遠藤寛子、鴇田幹 PHP研究所 1990年